# Єдиний державний реєстр операторів поштового зв'язку
Єдиний державний реєстр операторів поштового зв'язку — електронна база даних в Україні, що містить інформацію про суб'єктів господарювання, які мають право надавати визначені ними послуги поштового зв'язку.
Реєстр веде Національна комісія, що здійснює державне регулювання у сфері зв'язку та інформатизації в електронній формі державною мовою.
Адміністратором реєстру є структурний підрозділ НКРЗІ. Розпорядником реєстру є НКРЗІ, що накопичує та узагальнює інформацію про операторів поштового зв'язку, визначає організаційні засади ведення реєстру. Функціонування та інформаційне наповнення реєстру забезпечує визначений Головою НКРЗІ структурний підрозділ НКРЗІ.
Реєстр розміщується на офіційному вебсайті НКРЗІ та є відкритими і загальнодоступними, крім відомостей про реєстраційний номер облікової картки платника податків / серію та номер паспорта фізичних осіб — підприємців.

## Структура реєстру
- повне найменування юридичної особи або прізвище, ім'я, по батькові фізичної особи - підприємця;
- код за ЄДРПОУ - для юридичної особи / реєстраційний номер облікової картки платника податків / серія та номер паспорта (для фізичних осіб, які через свої релігійні переконання відмовляються від прийняття реєстраційного номера облікової картки платника податків та офіційно повідомили про це відповідний орган державної податкової служби і мають відмітку у паспорті) - для фізичних осіб - підприємців;
- місцезнаходження (місце проживання) оператора поштового зв’язку;
- адреса для листування;
- контактні дані: номери телефону, факсу, електронна адреса (e-mail), адреса вебсайту;
- прізвище, ім’я, по батькові керівника;
- перелік послуг поштового зв’язку, які надаються оператором поштового зв’язку;
- територія здійснення діяльності у сфері надання послуг поштового зв’язку;
- номер та дата рішення НКРЗІ про внесення інформації до реєстру.